# Église Saint-Étienne de Villerouge-la-Crémade
L'église Saint-Étienne de Villerouge-la-Crémade est une église située en France sur la commune de Fabrezan, dans le département de l'Aude en région Occitanie.
Elle fait l’objet d'un classement au titre des monuments historiques depuis 1982.

## Localisation
L'église est située sur la commune de Fabrezan, dans le département français de l'Aude.

## Historique
L'édifice, construit aux 12e et 13e siècles, est classé au titre des monuments historiques le 23 novembre 1982.